# بوب هيس
بوب هيس هو لاعب هوكي الجليد كندي، ولد في 19 مايو 1955 في Middleton, Nova Scotia ‏ في كندا.

## وصلات خارجية
- بوب هيس على موقع دوري الهوكي الوطني (الإنجليزية)
- بوب هيس على موقع EliteProspects.com (الإنجليزية)
- بوب هيس على موقع HockeyDB.com (الإنجليزية)
- بوب هيس على موقع Hockey-Reference.com (الإنجليزية)